# Ibitsu no Amalgam
Ibitsu no Amalgam (歪のアマルガム) é uma série de mangá shōnen escrita e ilustrada por Ishiyama Ryou. A série foi publicada no Japão pela revista Weekly Shōnen Jump da Shueisha entre 10 de outubro de 2016 e 20 de fevereiro de 2017. Como parte da iniciativa JUMP START, a série foi publicada em inglês pela VIZ Media com o nome Amalgam of Distortion na edição digital da Weekly Shōnen Jump no mesmo dia do lançamento da versão original japonesa.

## Enredo
A história é sobre um garoto chamado Rokumichi Kusaba que deseja confessar seus sentimentos para Yayoi Hino, sua amiga de infância. Infelizmente, depois de escolher o local onde declararia o seu amor, Rokumichi acaba sofrendo um acidente. Ele perde metade do seu corpo e acaba sendo abduzido por uma organização criminosa. A cientista chefe da organização injeta nele células de monstro como um de seus experimentos macabros. Isso faz com que Rokumichi se transforme em algo além de um ser humano.
Proibido de interagir com as pessoas que ele conhecia, inclusive com Yayoi, Rokumichi deve trabalhar para o esquadrão secreto da polícia japonesa que busca deter a organização que o transformou num monstro. Rokumichi tem esperança de que assim ele poderá recuperar o seu corpo e ter a sua vida de estudante de volta.

## Personagens
Rokumichi Kusaba
Um estudante do ensino médio que, após sofrer um acidente, teve seu corpo transformado. Sendo proibido de viver a sua vida junto com as pessoas que ele conhecia, Rokumichi agora tem que lutar junto com o esquadrão secreto da polícia japonesa, buscando assim alguma forma de recuperar a sua humanidade.
Yayoi Hino
Uma estudante do ensino médio e amiga de infância de Rokumichi. Yayoi é uma garota atlética e praticante de artes marciais. Ela aje de forma agressiva com Rokumichi, mas secretamente ela cultiva sentimentos além de amizade.
Eishuu
Um dos membros do esquadrão secreto da polícia, "Esquadrão 0". Responsável pelo treinamento e vigilância de Rokumichi.
Gotou Jirou
Capitão do "Esquadrão 0". Demonstra ter uma personalidade carismática e relaxada com seus subordinados.